# المنتدى النووي الفرنسي البريطاني
المنتدى النووي الفرنسي البريطاني عقد الاجتماع الأول للمنتدى النووي الفرنسي البريطاني في باريس في نوفمبر 2007 برئاسة وزير الطاقة ووزير الصناعة الفرنسي.
يركز المنتدى على مجالات محددة للتعاون وكان من المقرر عقد اجتماع آخر حول هذه المسألة في لندن في مارس 2008 ولكن لم يتم عقده.